# Noir parler
Vous lisez un « article de qualité » labellisé en 2010.
Le noir parler, parler noir ou langue noire (en anglais Black Speech) est l'une des langues construites conçues par l'écrivain et philologue J. R. R. Tolkien dans le cadre des récits de la Terre du Milieu. 
Il s'agit de la langue de Sauron, le Seigneur des Ténèbres, et de ses serviteurs. La quasi-totalité du corpus connu de cette langue apparaît dans Le Seigneur des anneaux : il se compose d'une phrase, l'inscription gravée sur l'Anneau unique, et de quelques mots et noms isolés.

## Histoire
En noir parler comme pour les autres langues inventées par Tolkien, il faut distinguer deux axes chronologiques de développement :
- l'un, externe, concerne l'évolution des conceptions de la langue pendant la vie de leur auteur ;
- l'autre, interne, concerne l'évolution historique de la langue à l'intérieur même du monde imaginaire dans lequel elle se parle.

### Histoire externe
Dans les ouvrages de la série Histoire de la Terre du Milieu, Christopher Tolkien n'aborde pas la naissance ou l'évolution du noir parler. Selon Édouard Kloczko, sa création se situe tardivement durant la rédaction du Seigneur des anneaux, lors de ce que Christopher Tolkien a qualifié de « quatrième phase » d'écriture du roman. C'est dans un manuscrit du chapitre « L'Ombre du passé » qu'apparaît pour la première fois la version en noir parler de l'inscription de l'Anneau, en lettres latines, puis en tengwar. L'inscription en tengwar emploie un mode qualifié par Kloczko d'« aberrant », où les lettres se voient attribuer des valeurs éloignées de celles qu'elles possèdent dans les modes elfiques usuels des tengwar. Cette idée est rapidement abandonnée.
Tolkien conçoit à dessein le noir parler comme une langue aux sonorités déplaisantes, mais non dénuée de sens, « pas un simple ensemble superficiel de vilains sons ». Dans une lettre de 1967, il note que le terme gaélique irlandais nasc, qui signifie « lien » (correspondant à l'écossais nasg « anneau » ou « contrainte ») a pu lui inspirer inconsciemment le noir parler nazg « anneau ». La langue a également été comparée au turc pour ses sonorités, et au hourrite pour sa grammaire et son vocabulaire.

### Histoire interne

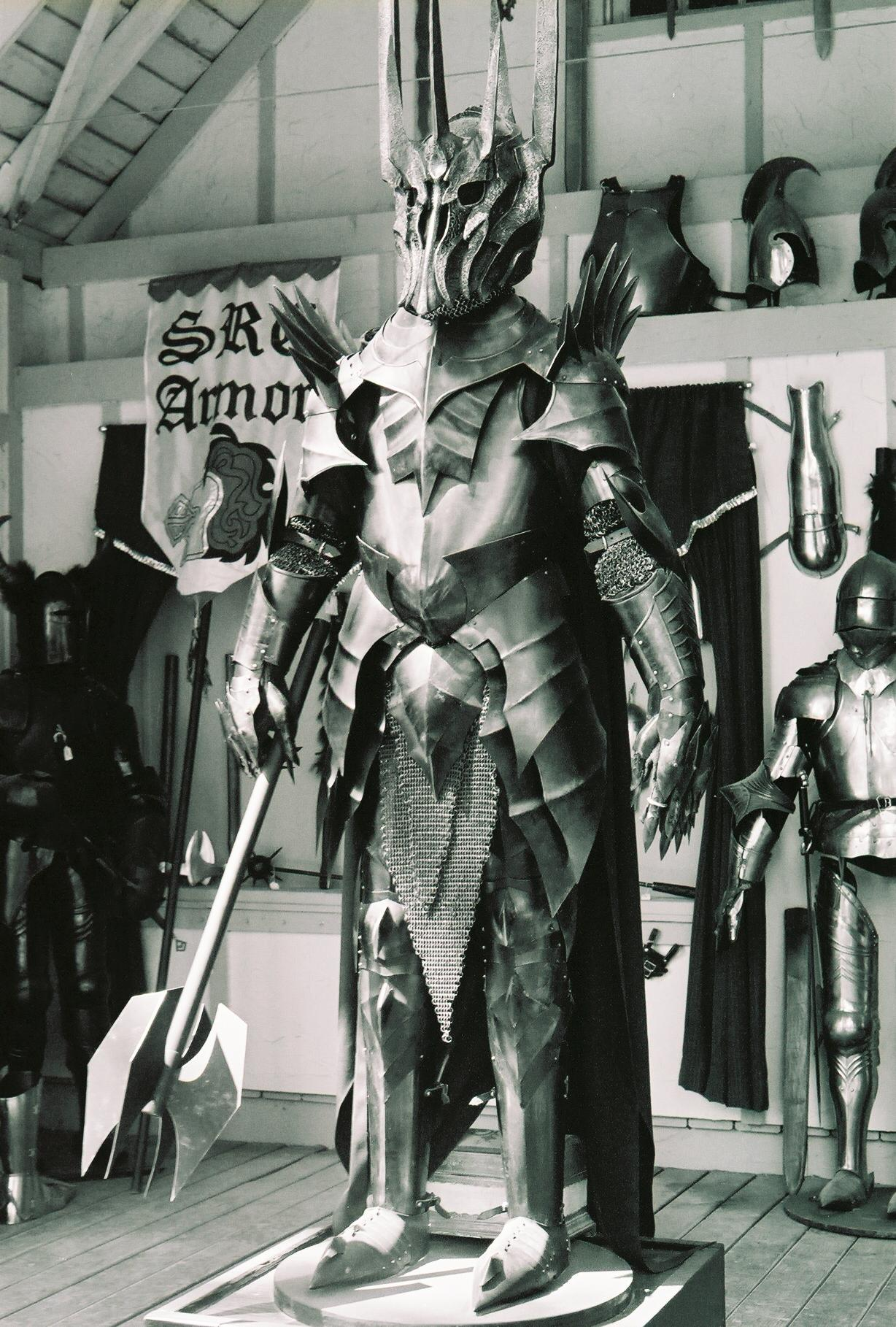
Le noir parler est l'œuvre de Sauron, le Seigneur des Ténèbres (armure de Sauron tel qu'il apparaît dans les films de Peter Jackson, 2005).

Le noir parler est conçu par Sauron au cours du Second Âge ; la date exacte est inconnue, mais se place nécessairement avant la forge de l'Anneau unique (vers 1600 S.A.). Son but est d'en faire la langue unique de tous ses serviteurs, mais ce projet échoue, pour des raisons inconnues. Les Orques incorporent néanmoins des éléments de cette langue dans leurs dialectes tribaux, à l'image de ghâsh « feu », entendu par Gandalf dans la Moria. Après la première défaite de Sauron, en l'an 3441 du Second Âge, le noir parler disparaît, n'étant plus connu que des Nazgûl.
Le noir parler rentre en usage au Troisième Âge avec le retour de Sauron. Il est employé par les capitaines du Mordor et par les Olog-hai, une nouvelle race de Trolls conçue par Sauron ; les Orques, quant à eux, emploient une forme « dégradée » de la langue, ou bien persistent dans l'utilisation de leurs patois dérivés du westron. La chute finale de Sauron, en 3019 T.A., entraîne vraisemblablement la disparition définitive du noir parler.

## Corpus

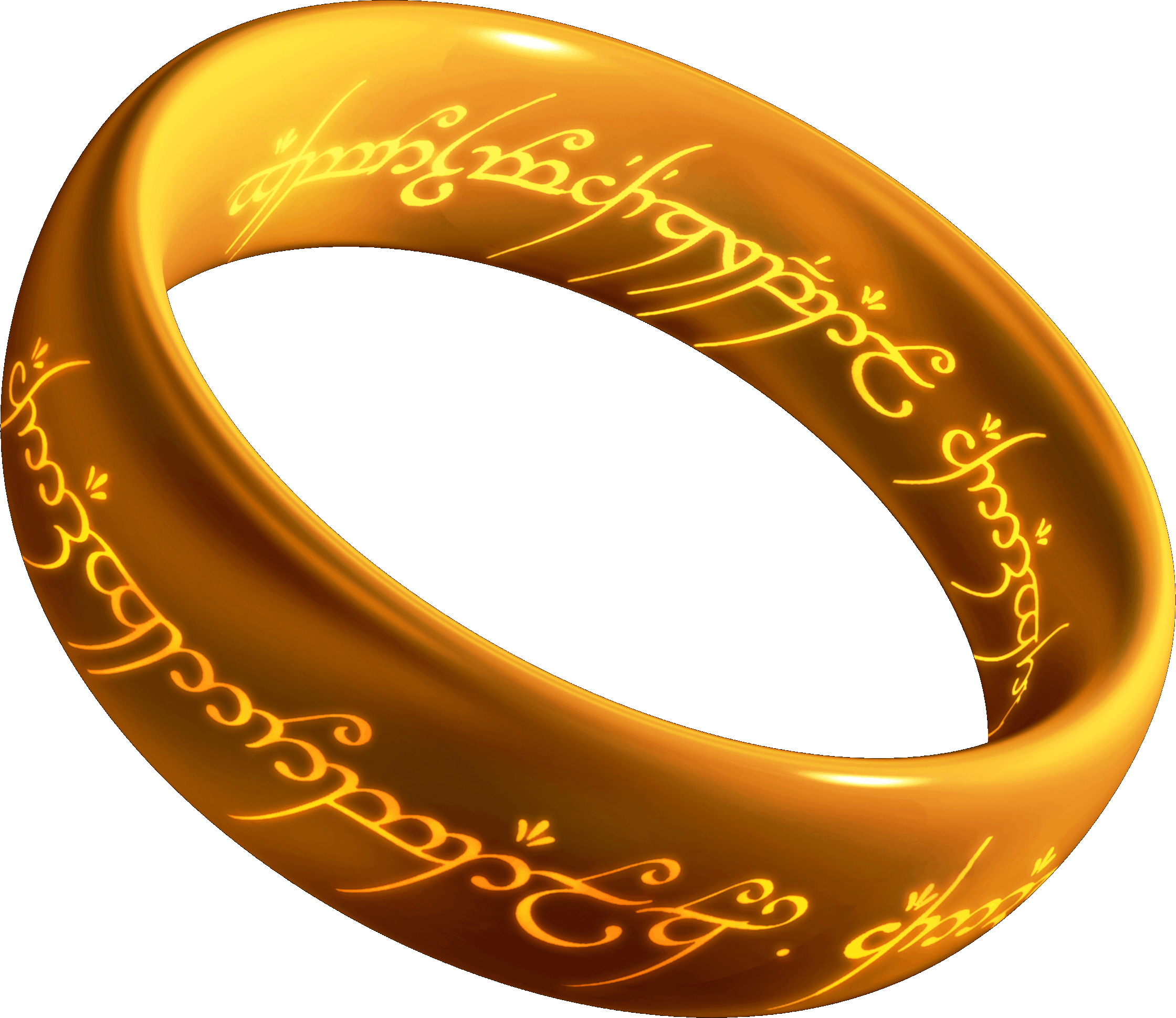
L'Anneau unique présente la seule phrase en noir parler « pur » connue.

Les vers gravés sur l'Anneau unique sont à ce jour le seul exemple connu de phrase en noir parler « pur ». Ils apparaissent dans Le Seigneur des anneaux, en tengwar dans le chapitre « L'Ombre du passé » (Livre I, chapitre 2), puis en alphabet latin dans le chapitre « Le Conseil d'Elrond » (Livre II, chapitre 2) :
- Ash nazg durbatulûk, ash nazg gimbatul, ash nazg thrakatulûk agh burzum-ishi krimpatul.
- « Un Anneau pour les gouverner tous, un Anneau pour les trouver, un Anneau pour les amener tous et dans les ténèbres les lier. »

Une autre phrase existe, mais elle provient de la version « dégradée » du noir parler employée par les Orques à la fin du Troisième Âge. Elle apparaît dans le chapitre « L'Uruk-hai » (Livre III, chapitre 3) :
- Uglúk u bagronk sha pushdug Saruman-glob búbhosh skai[Note 3].

Tolkien en a proposé cinq traductions différentes, dont trois ont été publiées à ce jour :
- Uglúk to the cesspool, sha! the dungfilth ; the great Saruman fool, skai![8],[Note 4]
- Uglúk to the dung-pit with stinking Saruman-filth — pig-guts gah![9],[Note 5]
- Uglúk to torture (chamber) with stinking Saruman-filth. Dung heap. Skai![9],[10],[Note 6]

Au-delà de ces deux phrases ne sont connus que quelques noms propres :
- des noms de lieux : Lugbúrz « Tour Noire » (Barad-dûr), Dushgoi (Minas Morgul) ;
- des noms de races/groupes : Nazgûl, Uruk-hai, Olog-hai, Oghor-hai (Drúedain) ;
- des noms d'Orques : Grishnákh, Gorbag, Lagduf, etc.

## Phonétique et écriture
Le corpus du noir parler est trop réduit pour déterminer son système phonologique. Tout au plus peut-on dresser l'inventaire des consonnes et voyelles attestées.
Selon Helge Fauskanger, le noir parler possède les consonnes b, d, k, g, gh [ɣ], l, m, n, p, r [ʁ], s, sh [ʃ], t, th [θ] et z ; f et kh [x] ne sont attestées que dans des noms d'Orques. Édouard Kloczko propose la même liste, en y ajoutant bh [β] et h. Kloczko note « la prédominance des consonnes occlusives (b, k, g), que l'on retrouve aussi souvent dans les noms orques ». La proportion de consonnes constrictives, et notamment d'occlusives, est sensiblement plus élevée en noir parler que dans les principales langues elfiques inventées par Tolkien, ce qui donne un aspect beaucoup plus « rude » à la langue conçue par Sauron,. Tolkien note aussi que les Orques faisaient usage d'un r uvulaire, un son que les Elfes trouvaient déplaisant, comme en témoigne leur réaction lorsque Gandalf lit l'inscription de l'Anneau au Conseil d'Elrond :

« Le changement dans la voix du magicien était saisissant. Elle s'était soudain faite menaçante, puissante, dure comme la pierre. Une ombre sembla passer sur le soleil à son zénith, et l'obscurité envahit un moment le porche. Tous tremblèrent, et les Elfes se bouchèrent les oreilles. »

Fauskanger et Kloczko remarquent que le noir parler ne semble pas faire usage du e. Les autres voyelles sont toutes présentes, bien que le o soit rare. Deux voyelles longues sont connues, â et û, cette dernière également notée ú.
En août 2010, la BBC rend publique une interview de Tolkien enregistrée en 1968 dans laquelle Tolkien lit l'inscription de l'Anneau. Il prononce le g final de nazg [g] et le gh d'agh, [kʰ].
L'unique exemple connu de noir parler écrit est l'inscription de l'Anneau unique. Elle fait usage des tengwar, un système d'écriture d'origine elfique, selon les conventions de « l'usage général », le mode le plus fréquemment employé par Tolkien, à une nuance près : le tehta (signe diacritique) en forme de boucle ouverte sur la droite y représente le u et non le o, du fait de la rareté de ce dernier en noir parler.

## Grammaire
Le noir parler semble être une langue agglutinante, c'est-à-dire que des morphèmes y sont concaténés à des bases pour indiquer divers traits grammaticaux. L'inscription de l'Anneau ne présente que des suffixations, mais Tolkien indique que la préfixation existe également : les particules désignant un sujet sont généralement préfixées, alors que celles exprimant un objet sont plutôt suffixées.
Fauskanger propose d'analyser les groupes verbaux de l'inscription de l'Anneau en durb-at-ul-ûk « gouverner-les-tous », gimb-at-ul « trouver-les », thrak-at-ul-ûk « amener-les-tous » et krimp-at-ul « lier-les », le suffixe -at pouvant représenter soit un infinitif, soit une forme prospective, désignant un but. Il rejette les découpages durb-a-tul-ûk, gimb-a-tul, etc., qui constitueraient selon lui un système « moins net ». Kloczko ne propose pas de segmentation, notant les deux formes possibles -ul et -tul.
La parution du fanzine Parma Eldalamberon no 17, en 2007, a offert la première analyse connue de cette phrase par son auteur. Tolkien procède à une analyse en durb-at-ulûk, avec :
- durb-, verbe (« contraindre ») ;
- -at, terminaison verbale équivalente au participe présent (donc durbat « contraignant ») ;
- -ulûk, terminaison verbale exprimant l'objet : soit le pronom personnel de la troisième personne du pluriel -ul (« eux ») auquel est ajouté l'élément -ûk (« la totalité, tous »).

De la même façon, burzum-ishi « ténèbres-dans » présente la postposition -ishi « dans », que Kloczko et Fauskanger rapprochent de la désinence quenya de locatif -ssë,.
On connaît l'adjectif numéral ash « un ».

## Vocabulaire
On ne connaît qu'une trentaine de mots de vocabulaire, dont il est difficile de tirer des règles de formation des mots. L'exemple búrz (« noir, sombre », extrait de Lugbúrz « Tour Noire ») / burzum (« ténèbres ») permet de déduire le suffixe -um, comparable à l'anglais -ness, qui permet de substantiver un adjectif.
Le terme uruk, qui désigne les orques du Mordor les plus puissants et les mieux entraînés, provient directement des langues elfiques, lesquelles possèdent toutes un terme proche pour désigner les Orques : orch en sindarin, urko en quenya, dérivant d'une racine *ruku. En eldarin commun (la langue ancêtre du quenya et du sindarin, entre autres), le mot uruk signifie « monstre ». Fauskanger propose de voir dans cet emprunt direct le signe que Sauron est à l'origine de la corruption des premiers elfes en orques, et Kloczko pointe un texte de Tolkien où celui-ci indique clairement que les premiers orques ont été conçus par Sauron,.
D'autres exemples d'emprunts sont envisageables :
- nazg « anneau » rappelle le nom valarin du Máhanaxar ou « Anneau du Destin »[Note 8] : Māχananaškād, dont il faut peut-être extraire l'élément naškâd (pour Fauskanger) ou anaškād (pour Kloczko) « Anneau ». Le valarin étant la langue des Valar et des Maiar, il s'agit donc de la langue « maternelle » de Sauron, qui a pu l'influencer pour la création de sa propre langue ;
- Kloczko propose également de dériver olog « troll » du sindarin torog et oghor « homme sauvage » du nom que se donnent eux-mêmes les Drúedain, Drughu[23] ;
- Carl F. Hostetter voit dans le quenya mor- « noir » l'origine du terme noir parler *bur[9] (on sait à présent qu'il s'agit en fait de burz[3]).

## Réutilisations
Plusieurs musiciens de black metal ont réutilisé le noir parler. Le groupe Burzum tire son nom d'un terme apparaissant dans l'inscription de l'Anneau unique et signifiant « ténèbres », et les paroles d'une chanson du groupe Summoning, Mirdautas Vras, sont entièrement écrites dans une langue censée être du noir parler.
Les adaptations cinématographiques du Seigneur des anneaux et du Hobbit réalisées par Peter Jackson présentent plusieurs phrases en noir parler. Outre l'inscription de l'Anneau, dont le début sert de cri de guerre aux Orques lors de la bataille de la Porte Noire, des compositions neuves ont été forgées par David Salo, qui a produit les traductions et inscriptions en langues imaginaires des trois films : une phrase proférée par le Roi-Sorcier à Amon Sûl dans La Communauté de l'anneau et un cri de guerre des armées de Sauron dans Les Deux Tours. En outre, une traduction de la totalité du poème de l'Anneau apparaît dans la bande originale de La Communauté de l'anneau.
Plusieurs amateurs ont élaboré leurs propres grammaires et vocabulaires du noir parler à partir des éléments laissés par Tolkien. L'un des exemples les plus significatifs est le svartiska, une invention suédoise (le noir parler est appelé Svartspråk en suédois) fréquemment employée sous une forme simplifiée lors de jeux de rôle grandeur nature.